# Gynoplistia bidentata
Gynoplistia bidentata là một loài ruồi trong họ Limoniidae. Chúng phân bố ở miền Australasia.